# M/S Stråssa
Motorfartyget Stråssa av Stockholm sänktes genom sprängning av tyska trupper den 11 maj 1940 i Narvik. Besättningen räddades.

## Historik
Stråssa var ett av Grängesbergsbolagets första dieselmotorfartyg, byggt vid Götaverken 1921. Det fick namnet Stråssa efter gruvfältet i Bergslagen och fartyget sattes i malmfart, mestadels på Amerika. Fartyget hade inga större haverier med undantag av ett par lättare strandningar i danska farvatten. Stråssa fördes först av senioren bland bolagets befälhavare, kapten A.L. Fris. efter honom övertogs befälet av kapten Åhgren som sedan var fartygets ordinarie befälhavare, tills han måste överge henne i Narvik. Vikarierande befälhavare var bland annat kapten C. Ohdner, som förde M/S Murjek, som försvann med man och allt 1941, torpederad av den tyska ubåten U 95. Vintern 1930 räddade Stråssa i hårt väder på Atlanten besättningen, sju man, från den kanadensiska skonaren Amy G. McKean, som påträffades i sjunkande tillstånd. Räddningsbragden blev senare belönad av kanadensiska regeringen.
Hösten 1933 förde Stråssa egendomligt nog en papperslast in i Östersjön. Det var en del av lasten från den norska ångaren Alix, vilken sjunkit i Öresund. Stråssa tog ombord pappersmassan i Malmö och gick därefter till Gävle för komplettering av lasten till Amerika.

## Sänkningen
Stråssa var på väg till Amerika med en malmlast från Narvik den 8 maj 1940, men hade oturen att möta de tyska ångarna på väg att ockupera Norge och Stråssa beordrades att återvända till Narvik. Där kvarhölls sedan fartyget av tyskarna. Här utsattes Stråssa för granateld och flyganfall under striderna om Narvik.
Besättningen tvingades därmed att lämna fartyget. Den 11 maj hörde man från land en kraftig explosion från Stråssas förskepp och såg en svart röksky ovanför henne, som därefter sjönk på ca tio minuter. Dagen före detonationen uppgavs det på trakten att man sett tyskar köra en roddbåt på bil mot den plats där Stråssa låg. Det sades även att man på natten hört årtag från samma vik.
Sjöförklaringen antog därmed att Stråssa sjunkit till följd av en explosion från en sprängladdning placerad inombords.
Besättningen återkom så småningom till Sverige och gick till sjöss igen med andra fartyg. Bland dessa var telegrafisten A. Kutzner, som i 18 år hade tjänstgjort på fartyget och tvingats lämna henne i Narvik. Han gick sedan ombord på ångaren S/S C.F. Liljevalch och omkom vid fartygets torpedering 1942.
Rörande svenska handelsfartygs upplevelser i striderna om Narvik hänvisas till artikeln om S/S Boden. 